# Pekár Mihály

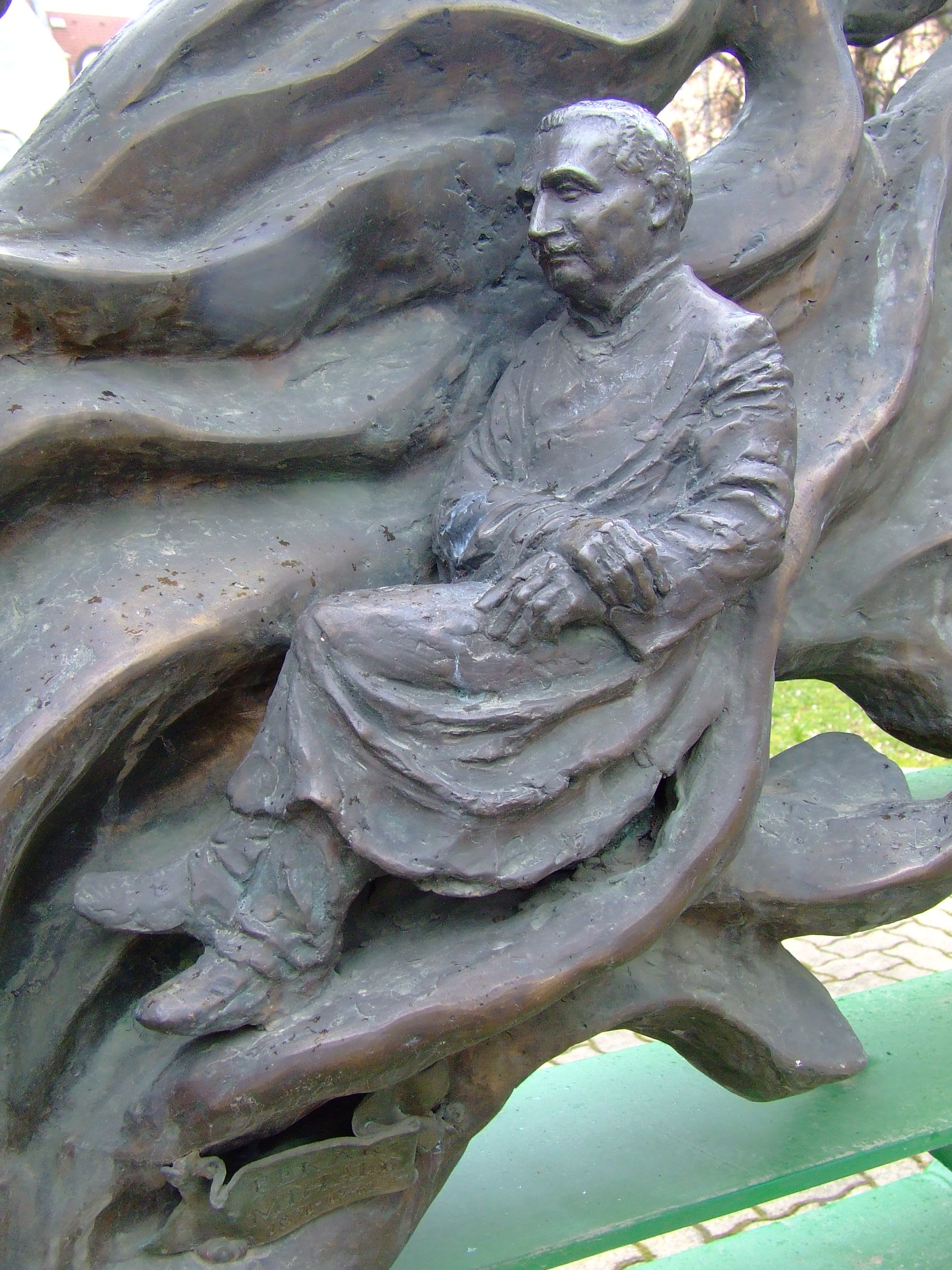
Pekár Mihály (1871–1942) orvos, fiziológus, egyetemi tanár portréja a Janus Pannonius Tudományegyetem díszkapuján. Trischler Ferenc szobrászművész alkotása

Pekár Mihály (Arad, 1871. augusztus 21. – Pécs, 1942. október 29.) orvos, fiziológus, egyetemi tanár. Pekár Károly (1869–1911) filozófus öccse, Pekár Dezső (1873–1953) geofizikus bátyja.

## Életpályája
Szülei Pekár Károly (1832–1903) és Horváth Anna (1847–1881) voltak. Középiskolai tanulmányait Aradon végezte el. Az Orvostanhallgatók Önképző és Segítő Egyesülete először választmányi tagjává, majd könyvtárosává, főkönyvtárosává, 1893–1894 között elnökévé választotta. Orvosi tanulmányai elvégzése után az élettani tanszéken dolgozott Budapesten; 1899-től asszisztens, 1905-től egyetemi adjunktus volt. 1914-ban miniszteri beosztást kapott. 1915-ben magántanári képesítést szerzett. 1918-tól az élettan nyilvános rendes tanára a pozsonyi, illetve a Pécsi Tudományegyetemen. 1927-től felsőházi tag volt. 1942-ben nyugdíjba vonult.
Kutatási területe az artériás és vénás vér vegyi összetételének vizsgálata. Tanulmányainak nagy része külföldi folyóiratokban is megjelent. Nagy érdemeket szerzett a pécsi egyetem elhelyezése terén. A pécsi orvosi kar felszámolásának megakadályozásában jelentős szerepe volt.

## Díjai, elismerései
- Ferenc József-rend lovagkeresztje
- polgári hadi érdenkereszt
- Vörös-kereszt II. osztályú díszjelvénye
- kormányzói elismerés (1926)